# Tiny Music... Songs from the Vatican Gift Shop
Tiny Music… Songs from the Vatican Gift Shop (укр. Крихітна музика... Пісні з сувенірної крамниці Ватикану) — третій альбом американського рок-гурту Stone Temple Pilots, що вийшов в 1996 році.

## Історія
Після двох попередніх альбомів Stone Temple Pilots, які вийшли у 1992 та 1994 роках та стали комерційно успішними, гурту довелось зіткнутися з проблемами, пов'язаними з фронтменом Скоттом Вейландом. У вокаліста знайшли героїн та кокаїн, і він потрапив до в'язниці. Майбутнє Stone Temple Pilots опинилось під великим питанням, тому інші музиканти гурту — брати Делео та Ерік Крец — заснували сайд-проєкт Talk Show з вокалістом Дейвом Коутсом. Вони розподілили наявні пісні та вирішили, які з них варто записати з Коутсом, а які залишити Вейланду, якщо той повернеться.
Врешті решт музиканти Stone Temple Pilots дочекались Вейланда та розпочали роботу над третьою платівкою. Разом з продюсером та декількома технічним працівниками вони зупинились на ранчо в Каліфорнії, де за допомогою мікрофонів та студійного обладнання почали запис пісень. Різні партії записувались досить спонтанно: деякі у звичайних кімнатах, щось надворі, а щось — у ванній кімнаті. Більшу частину музики написали Роберт та Дін Делео з Еріком Крецем, а тексти на цю музику вигадував Скотт Вейланд.
Третя платівка Stone Temple Pilots вийшла 26 березня 1996 року. Дебютним синглом стала енергійна пісня «Big Bang Baby», яка миттєво потрапила на перше місце чарту Mainstream Rock. Другий сингл «Lady Picture Show» вийшов більш мелодійним, схожим на рок-хіти 1970-х років, а її текст був натхнений реальною історією про зґвалтовану танцівницю. Третім синглом стала агресивна «Trippin' on a Hole in a Paper Heart», яка принесла гуртові номінацію на «Греммі».
Через проблеми Вейланда з наркотиками, Stone Temple Pilots довелось скасовувати частину запланованих концертів в 1996—1997 роках. Але навіть попри це, альбом непогано продавався і став «двічі платиновим».

## Критичні відгуки
Одразу після виходу альбому він зазнав нищівної критики. На сайті Entertainment Weekly його віднесли до категорії «попмузика», зазначивши, що колишні «клони Едді Веддера» тепер вдались до еклектизму, змішуючи грандж, джаз та інструментальні композиції. На думку Девіда Брауні, гурт не зміг «знайти власне звучання та ритм», і на відміну від попередніх альбомів, де хоча б були гучні хіти, став грати «безликий корпоративний рок». На музичному сайті NME Tiny Music оцінили на 5/10, поскаржившись на занадто велику кількість гітарних соло, які зіпсували загалом непогані мелодії. Нарешті, на сайті Pitchfork платівка отримала рейтинг 0.8 (з 10). Раян Шрейбер вважав, що «у Vatican Gift Shop немає нічого цінного, крім паршивих, повторюваних рифів, неякісної лірики та наркоманського сучого сину, що вже давно мав би здохнути».

З часом ставлення критиків до платівки покращилось. На сайті AllMusic її оцінили на чотири зірки з п'яти, зауваживши, що гурт «не почивав на лаврах», а зумів поєднати хард-рок та гранж з новими елементами, як то психоделія, трансшугейз, джангл-поп та альтернативна гітарна попмузика. На думку Стівена Томаса Ерлвайна, Tiny Music продемонстрував, що група знаходилась в чудовій формі. До двадцятип'ятиріччя платівки у 2021 році на сайті Pitchfork з'явилась повторна рецензія, і цього разу альбом отримав оцінку 7.4 (замість 0.8). Марті Сартіні Гарнер зазначила, що цей глем-рок-поповий альбом став одним з найкращих в каталозі гурту та виділив Stone Temple Pilots на тлі інших постгранджових виконавців. 

## Список пісень
| #   | Назва                                 | Автор                             | Тривалість |
| --- | ------------------------------------- | --------------------------------- | ---------- |
| 1.  | «Press Play» (інструментал)           | Д. Делео, Р. Делео, Вейланд, Крец | 1:21       |
| 2.  | «Pop's Love Suicide»                  | Д. Делео, Вейланд                 | 3:43       |
| 3.  | «Tumble in the Rough»                 | Вейланд                           | 3:18       |
| 4.  | «Big Bang Baby»                       | Р Делео, Вейланд                  | 3:23       |
| 5.  | «Lady Picture Show»                   | Р. Делео, Вейланд                 | 4:08       |
| 6.  | «And So I Know»                       | Р. Делео, Вейланд                 | 3:57       |
| 7.  | «Trippin' on a Hole in a Paper Heart» | Крец, Вейланд                     | 2:57       |
| 8.  | «Art School Girl»                     | Р. Делео, Вейланд                 | 3:35       |
| 9.  | «Adhesive»                            | Р. Делео, Вейланд                 | 5:34       |
| 10. | «Ride the Cliché»                     | Д. Делео, Вейланд                 | 3:17       |
| 11. | «Daisy» (інструментал)                | Р. Делео                          | 2:18       |
| 12. | «Seven Caged Tigers»                  | Д. Делео, Вейланд                 | 4:17       |

## Учасники запису
| Stone Temple Pilots - Скотт Вейланд — вокал, перкусія - Дін Делео — гітара, бас-гітара - Роберт Делео — бас-гітара, бек-вокал, вібрафон, клавесін - Ерік Крец — барабани, перкусія, фортепіано | Технічний персонал - Брендан О'Браєн — продюсер, зведення, піанино, перкусія, орган, клавінет - Дейв Фергюсон — труба - Ник Дідіа — інженер звукозапису - Карам Констанцо — другий інженер - Крис Госс — інженер запису вокалу - Трейсі Чисхолм — інженер запису вокалу - Стівен Маркуссен — майстеринг - Рон Бустед — цифрове редагуванн - Джон Едер — фотограф - Джон Хайден — артдиректор |

## Місця в чартах
| Чарт (1996)                                          | Найвища позиція |
| ---------------------------------------------------- | --------------- |
| Австралія Australian Albums (ARIA)                   | 3               |
| Австрія Austrian Albums (Ö3 Austria)                 | 37              |
| Канада Canada Top Albums/CDs (RPM)                   | 5               |
| Німеччина German Albums (Offizielle Top 100)         | 47              |
| Фінляндія Finnish Albums (Suomen virallinen lista)   | 18              |
| Нова Зеландія New Zealand Albums (Recorded Music NZ) | 4               |
| Норвегія Norwegian Albums (VG-lista)                 | 27              |
| Швеція Swedish Albums (Sverigetopplistan)            | 27              |
| Швейцарія Swiss Albums (Schweizer Hitparade)         | 41              |
| Шотландія Scottish Albums (OCC)                      | 44              |
| Велика Британія UK Albums (OCC)                      | 31              |
| Велика Британія UK Rock & Metal Albums (OCC)         | 2               |
| США Billboard 200                                    | 4               |

| Чарт (2021)                        | Найвища позиція |
| ---------------------------------- | --------------- |
| Угорщина Hungarian Albums (MAHASZ) | 29              |

| Чарт (1996)               | Позиція |
| ------------------------- | ------- |
| New Zealand Albums (RMNZ) | 35      |
| US Billboard 200          | 41      |

Сингли
| Рік  | Сингл                                 | Mainstream Rock Tracks | Modern Rock Tracks | CAN Alternative 30 |
| ---- | ------------------------------------- | ---------------------- | ------------------ | ------------------ |
| 1996 | «Big Bang Baby»                       | 1                      | 2                  | 1                  |
| 1996 | «Lady Picture Show»                   | 1                      | 6                  | 2                  |
| 1996 | «Trippin' on a Hole in a Paper Heart» | 1                      | 3                  | 1                  |
| 1996 | «Tumble in the Rough»                 | 9                      | 36                 | 23                 |

## Сертифікації
| Регіон                                             | Сертифікація  | Продажі    |
| -------------------------------------------------- | ------------- | ---------- |
| Австралія (ARIA)                                   | Золотий       | 35 000^    |
| Канада (Music Canada)                              | Платиновий    | 100 000^   |
| Нова Зеландія (RIANZ)                              | Золотий       | 7500^      |
| США (RIAA)                                         | 2× Платиновий | 2 000 000^ |
| ^відвантаження, що базуються лише на сертифікаціях |               |            |